# Кнут Кроон
Кнут Кроон (швед. Knut Kroon, 19 червня 1906, Гельсінгборг — 27 лютого 1975) — шведський футболіст, що грав на позиції нападника.
Виступав, зокрема, за клуб «Гельсінгборг», а також національну збірну Швеції.
П'ятиразовий чемпіон Швеції. Володар Кубка Швеції.

## Клубна кар'єра
У дорослому футболі дебютував 1925 року виступами за команду клубу «Гельсінгборг», кольори якої і захищав протягом усієї своєї кар'єри гравця, що тривала цілих сімнадцять років. У складі «Гельсінгборга» був одним з головних бомбардирів команди, маючи середню результативність на рівні 0,52 голу за гру першості. За цей час п'ять разів виборював титул чемпіона Швеції.

## Виступи за збірну
У 1925 році дебютував в офіційних матчах у складі національної збірної Швеції. Протягом кар'єри у національній команді, яка тривала 12 років, провів у її формі 34 матчі, забивши 18 голів.
У складі збірної був учасником чемпіонату світу 1934 року в Італії, футбольного турніру на Олімпійських іграх 1936 року у Берліні.
Помер 27 лютого 1975 року на 69-му році життя.

## Титули і досягнення
- Чемпіон Швеції (5):

«Гельсінгборг»: 1928–1929, 1929–1930, 1932–1933, 1933–1934, 1940–1941
- Володар Кубка Швеції (1):

«Гельсінгборг»: 1940—1941